# Elorza
Elorza – miasto w Wenezueli, w stanie Apure.